# Illegitimi non carborundum

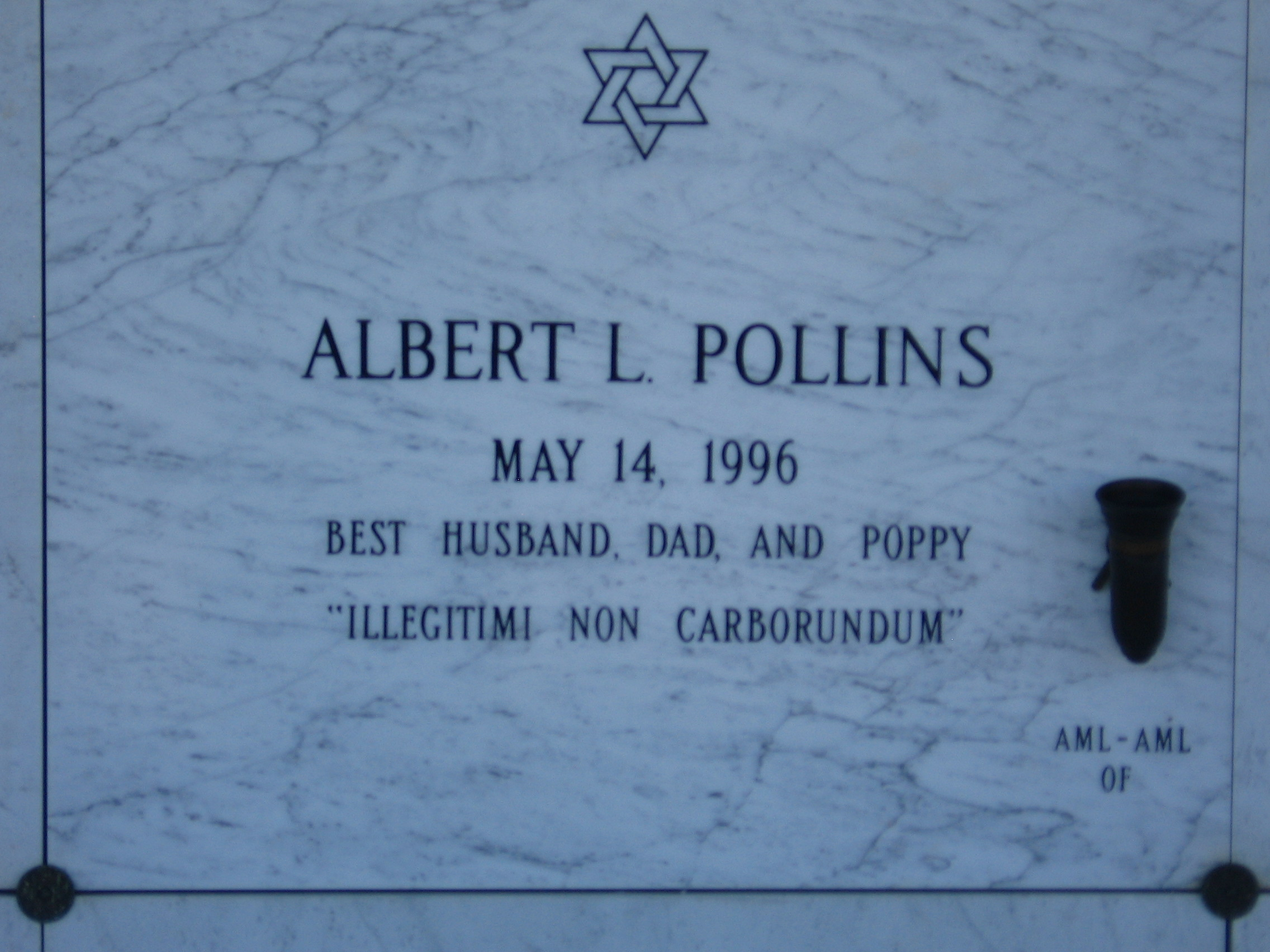
刻有此格言的墓碑

Illegitimi non carborundum 是一句偽拉丁語格言，意義大致為「不要讓壞蛋把你打倒」。此短語在拉丁語中並沒有意義，只能當作英語和拉丁語的混合型態進行「模擬翻譯」。詞語學家埃里克·帕特里奇(Eric Partridge)認為此短語起源於第二次世界大戰中英國情報部門。1953年，此短語被加入哈佛大學非官方校歌《一萬名哈佛人》的偽拉丁歌詞片段中；後來，多名著名人物和作品開始借用此短語，以在面對逆境時激勵人心。

## 歷史
該短語起源於第二次世界大戰。通過分析詞語 illegitimis 的形式，詞語專家埃里克·帕特里奇(Eric Partridge)認為其源自英國軍隊情報部門。出現之後，此短語被美國陸軍軍官喬·史迪威（Joe Stilwell）奉為座右銘。1964年美國總統候選人巴里·戈德沃特（Barry Goldwater）將其進一步推廣到美國本土。
1953年，該短語還被加入哈佛大學非官方校歌《一萬名哈佛人》中，作為額外偽拉丁歌詞的第一句出現。這首非官方校歌是哈佛大學樂隊演奏最多的格鬥歌曲，在某種程度上，被視為是對莊重的官方校歌的戲仿。
1985年反烏托邦小說《侍女的故事》中出現的「Nolite te Bastardes Carborundorum」即是本短語的變體。在小說中，這個變體被塗寫在隱蔽的牆上，是一名「未來極權主義統治下的奴隸婦女」的「無聲的反抗」。名利場雜誌（Vanity Fair）將此短語稱為「女性主義的集會吶喊」。